# 小行星1545
小行星1545（1545 Thernoe）是一颗围绕太阳公转的小行星。1941年10月15日，利斯·奧特瑪在图尔库发现了此天体。
該小行星以丹麥天文學家卡爾·奧古斯特·特諾（Karl August Thernöe）命名。
这颗小行星的绝对星等为90.5225597428274等。